# 인더스강
인더스강은 파키스탄 중앙을 관통하는 강으로 상류인 인더스 계곡에서는 인류 초기문명인 인더스 문명이 발생하였다. 1947년 인도와 파키스탄이 분리되기 전에는 갠지스강과 함께 이 지역에서 문화적, 상업적으로 중요한 기능을 했고, 인도의 명칭도 인더스강에서 유래한 것이다.
티베트에서 발원해서 히말라야와 카슈미르를 거쳐 파키스탄에 이르러서는 남쪽으로 흘러 아라비아해로 흘러들어 간다. 강의 총 길이는 2,900km ~ 3,200km정도이다.

## 지리
중국 남서쪽 티베트고원의 눈 녹은 물에서 발원하는 인더스강은 히말라야산맥을 가로질러 흐른다. 상류는 영토분쟁이 계속되고 있는 잠무와 카슈미르 지방의 카라코람산맥과 자스카르산맥 사이의 넓은 단층지대에 형성된 골짜기를 따라 북서쪽 방향으로 흐른다. 이후 남서쪽으로 흐름을 바꾸어 파키스탄 영토를 따라 흐른다. 힌두쿠시산맥의 남쪽 히말라야를 가로지르는 구간은 험준한 산지 사이로 깊은 협곡이 형성되는데 강과 협곡 주변 산의 고도 차이는 3,600m 이상이다.
페샤와르와 이슬라마바드 사이 구간에서 인더스강은 카불강과 합류하고, 포트와르고원을 가로 지른다. 펀자브 평원 지대를 흐르면서 히말라야산맥의 남사면을 흘러온 여러 개의 지류와 만난다. 타르 사막의 북쪽을 흐르는 480km 구간은 넓은 범람원을 형성하면서 자유곡류를 한다. 하이데라바드를 지나면서 인더스강은 몇 개의 분류로 나뉘고 삼각주를 형성한다. 카라치는 이 삼각주의 북쪽 끝에 위치한다.
인더스강 유역은 나일강, 유프라테스강, 황하와 함께 고대 문명의 발상지이다. 4,000년 전 이곳에 도시가 세워졌고, 구운 벽돌로 지은 집, 포장된 도로, 하수구 등의 유적이 남아있다.

## 지도
| 가잔 열도갠지스강고다바리강고비 사막나일강류큐 열도남중국해노르웨이해뉴기니섬네푸드 사막다싱안링산맥다뉴브강동시베리아해동중국해동해둥베이 · 평원랍테프해룹알할리 사막레나강마다가스카르섬마리아나 제도마르마라해말레이반도메콩강몰디브 제도몽골고원바렌츠해바이칼호바탄 제도발리섬발트해발하시호백해베링해벵골만보르네오섬북극해북해볼가강북드비나강브라마푸트라강사할린섬샤오싱안링산맥세이셸 군도소코트라섬수마트라섬술라웨시섬스리랑카섬스칸디나비아반도스타노보이산맥스프래틀리 군도시나이반도새머리싱가포르섬아나톨리아아덴만아라비아반도아라비아해아라푸라해아랄해아무르강아조프해아프리카의 뿔안다만 제도알타이산맥알류샨 열도에게해예니세이강오가사와라 제도오만만오비강오스트레일리아오호츠크해우랄강우랄산맥유프라테스강이란고원인더스강인도 아대륙인디기르카강인도양 (북부)인도차이나반도일본 열도자와섬주강장강치롄산맥카라해카라코람카스피해캄차카반도캅카스산맥캐롤라인 · 제도콜리마강쿠릴 열도쿤룬산맥크리스마스섬타이만대만타클라마칸 사막북태평양톈산산맥통킹만티그리스강티모르섬티베트고원파라셀 제도파미르페르시아만페초라강프라타스섬필리핀 제도필리핀해하이난한반도항가이산맥호르무즈홋카이도홍해화베이 · 평원황하황해흑해히말라야산맥힌두스탄 · 평원힌두쿠시class=notpageimage\| 아시아의 주요 지리 |